# Namudai Sechen Khan
 (août 2018).
Si vous disposez d'ouvrages ou d'articles de référence ou si vous connaissez des sites web de qualité traitant du thème abordé ici, merci de compléter l'article en donnant les références utiles à sa vérifiabilité et en les liant à la section « Notes et références ».
Namudai Sechen Khan ou Chelike (chinois simplifié : 扯力克 ; chinois traditionnel : 撦力克 ; pinyin : chělìkè) est le khan des Toumètes. Il est le petit-fils d'Altan Khan.

## Biographie
Petit-fils d'Altan Khan et fils de Senge Duureng Khan. Il n'y a aucune information sur la date de naissance. Il reçut d'abord le nom de Kuryuke (selon une autre transcription Chelike). Après la mort du grand-père en 1582, la confrontation entre le père, qui accéda au trône, et la troisième épouse d'Altan Khan, Dzonggen, commença. Cette dernière a repris les principaux leviers de l'État, mais sous la pression des Noyons, elle a été contrainte d'accepter l'annonce de Kuryuke comme héritier du trône, qui a épousé Bai Beiji, le dirigeant de l'aile droite du Khanat Toumètes. Il hérita du pouvoir après la mort de son père en 1586, prenant le nom de Namudai Sechen-khan.
Cependant, Dzonggen a tenté de reprendre le pouvoir, le remettant à son fils Budashira, mais a échoué. Cependant, elle a continué à contrôler le sceau du khan. Ensuite, il fut décidé d'organiser un mariage entre Dzonggen et Namudai Sechen-khan. Elle a forcé ce dernier à abandonner ses femmes et a effectivement commencé à diriger le Khanat Toumètes. après le divorce, Baiu Beiji s'est marié avec Budashiri.
Dans son règne, Dzonggen s'est appuyée sur son petit-fils Sonam, qui est devenu le dirigeant de facto de l'Ordo Tumen, jetant ainsi les bases de la désintégration du khanat. À la fin du règne de Namudai Sechen Khan, elle s'était transformée en un conglomérat de seigneuries semi-indépendantes.
En 1606, Namudai Sechen Khan tomba gravement malade. Dzonggen a de nouveau tenté de transférer le pouvoir à son fils ou petit-fils, mais la plupart des Noyons ne l'ont pas soutenue, considérant cela comme illégal. En 1607, après la mort de Namudai Sechen-khan, son petit-fils Boshogtu-huntaiji monta sur le trône.

## Famille
On lui connait 7 enfants :
- Chaotu Tayiji, (晁兔台吉), (v.1575 - ap.1613);
  - Boshugtu Khong tayiji, (v.1595 - 1627);
- Wushi Wandaer Taiji, (五十万打儿汉台吉), (v.1576 - ?);
  - Wubanan Taiji, (五班南台吉), (v.1600 - ?)

De son épouse Zhengbiji
- Maoming Tayiji, (毛明暗台吉), (v.1580 - ap.1607);
  - Chaban Wobugen, (察汗我不艮);
  - Daerni Taiji, (打儿泥台吉);

De concubine au nom inconnu;
- Tumen Taiji,
- Erzhang Sutaiji;
- Woer Gudao Taiji;
- Guer Menge Taiji;